# Катара (персонаж)
Катара (англ. Katara) — персонаж мультсериала «Аватар: Легенда об Аанге» и связанных с ним проектов.

## Появления

### «Аватар: Легенда об Аанге»

#### Книга 1: Вода
Когда Катаре было 8 лет, её мать, Кая, пожертвовала собой во время нападения нации Огня, чтобы защитить дочь, которая была единственным магом воды в южном племени. После девочка хотела стать сильным магом воды, но никто не мог научить её магии, и она смирилась с тем, что ей суждено выполнять женскую работу по дому, в то время как её брат, Сокка, тренировался, чтобы стать воином. Позже отец Катары Хакода и другие воины отправились на войну против нации Огня. Дети остались с бабушкой Канной, которую называют Пра-пра.
События мультсериала начинаются шесть лет спустя. Катара и Сокка находят Аватара Аанга во льдах. Они отправляются с ним в северное племя Воды, чтобы обучаться магии. По пути туда их преследует изгнанный принц нации Огня, Зуко. Пережив много приключений, команда прибывает на север, и Катара сталкивается с неприятностью. Учитель Пакку поначалу отказывается наставлять девушку, потому что обычаи северного племени не позволяют женщинам изучать магию воды как боевое искусство, а только как целительский приём. Однако, заметив ожерелье Катары, которое Пакку сам подарил бабушке Катары, он всё же сделал исключение и согласился обучать её, о чём не пожалел, так как Катара оказалась самым лучшим учеником из всех, кого Пакку обучал. Катара участвует в защите северного племени от вторжения нации Огня. После Пакку говорит, что Катара стала мастером и  теперь сама может обучать Аанга магии воды.

#### Книга 2: Земля
Затем Катара и Сокка сопровождают Аватара в Царство Земли, чтобы он учился соответствующей магии. Они сталкиваются с генералом Фонгом, который подвергает жизнь Катары опасности, чтобы ввести Аанга в состояние Аватара. Ему удаётся это сделать, но мальчик не контролирует свои силы. Вскоре к команде Аватара присоединяется слепая девочка Тоф Бейфонг, которая является мастером магии земли. Катара и Тоф сначала не ладят, но затем им удаётся подружиться. В столице Царства Земли, Ба-Синг-Се, Катара встречает Зуко. Она налаживает с ним контакт, однако тот предаёт девушку, когда его сестра Азула предлагает помочь ей, чтобы парень искупил вину перед отцом и вернулся домой как герой. Во время битвы Азула смертельно ранит Аанга молнией, но Катара уносит его с поля битвы и вылечивает духовной водой, которую ей дал учитель Пакку.

#### Книга 3: Огонь
Команда Аватара маскируется под людей из нации Огня, чтобы пребывать в их стране. Однажды они встречают старуху Хаму, которая тоже оказывается из южного племени Воды. Однако вскоре герои понимают, что она сумасшедшая, а также маг крови. Хама может подчинять себе движения людей, но команде Аватара удаётся победить её, поскольку Катара перенимает её же силу и использует против неё. Тем не менее, Катара не рада новообретённой способности. Когда бывший принц Зуко присоединяется к главным героям после их провала во время солнечного затмения, он со временем завоёвывает всеобщее доверие, но ему так и не удаётся помириться с Катарой. Тогда он помогает ей найти человека, который убил её маму. Встретившись с ним, она в последний момент решает не убивать Ян Ро, хотя и не прощает его за то, что он сделал. Однако она прощает Зуко, и они становятся друзьями.
В финальной битве Катара и Зуко прибывают на коронацию Азулы. Сестра Зуко предлагает брату сразиться один на один в Агни Кай за право на трон, и он соглашается. Зуко справляется с сестрой, и тогда она неожиданно стреляет молнией не в своего соперника по дуэли, а в Катару. Зуко в последний момент закрывает девушку своим телом. После, несмотря на все сложности, Катаре удаётся эффективно обезвредить противницу, заковав её в цепи, затем она успешно исцеляет Зуко. Когда Аанг одолевает Лорда Огня Озая и забирает его магию, война была закончена, и герои празднуют это событие в чайной лавке дяди Айро в Ба-Синг-Се. Катара выходит на балкон к Аватару и целуется с ним. С этого момента у неё начинаются романтические отношения с Аангом.

### «Легенда о Корре»

Катара в старости

#### Книга 1: Воздух
Катаре 85 лет. Её муж Аанг уже умер. Она обучила Корру магии воды. У Катары трое детей: Буми, маг воды Кая и маг воздуха Тензин. Она играет второстепенную роль в первом сезоне мультсериала, только давая Корре своё благословение на её отъезд в Республиканский город для обучения магии воздуха у Тензина. В конце сезона Катара безуспешно пытается исцелить Корру после того, как Амон лишил Аватара магии воды, земли и огня. Однако силу ей возвращает дух Аанга.

#### Книга 2: Мир духов
В премьерном эпизоде второго сезона Катара вместе со своими детьми присутствует на празднике ледниковых духов южного племени Воды. Она держит на руках нового внука Рохана и с печалью замечает, как Кая и Буми дразнят Тензина. В конце серии Катара просит последнего взять брата и сестру с собой в Южный храм воздуха, в дом их отца, чтобы наладить отношения. Спустя какое-то время Катара появляется, чтобы попытаться вернуть дух внучки Джиноры, застрявший в мире духов.

#### Книга 4: Равновесие
Катара появляется в эпизоде «Корра одна», где помогает Аватару выздороветь после её жестокой схватки с Захиром.

## Отзывы и критика
Катара обладает бо́льшей внутренней силой, чем кто-либо ещё в «Аватаре». В конце концов, требуется огромная сила, чтобы пережить смерть  матери и заменить её роль в семье. Катара постоянно выступает маяком надежды и поддержки для других, даже когда сама тоже попадает в, казалось бы, безнадёжную ситуацию, например, когда оказывается в тюрьме и пытается сплотить других заключённых на побег. Когда команда идёт по пустыне и устаёт от истощения и обезвоживания, именно Катара поднимает всем настроение.
Эрик Джеффрис назвал Катару «одним из лучших персонажей во всей франшизе „Аватара“» и отметил её 10 лучших поступков. Заррин Могбелпур написал альтернативную статью, в которой рассмотрел её 10 худших поступков. Перед тем, как их озвучить, он назвал Катару «умной, сильным магом воды, заботливой сестрой и другом, а также лидером». Журналист подчеркнул, что она важна «для поддержания равновесия» в команде Аватара. Аджай Аравинд посчитал, что «по темпераменту Катара больше похожа на мага огня, взрываясь по пустякам», но отметил, что в старости героиня — «воплощение спокойствия». Аманда Стил писала, что «Катара — это персонаж, который кажется довольно зрелым и способным для своего возраста, учитывая, сколькое она уже пережила и многое потеряла будучи подростком».
Рэйчел Сэнделл из Collider писала, что сюжетная арка Катары в мультсериале «показывает, как неуверенная, но талантливая девушка может стать уверенной в себе женщиной, способной помогать окружающим». Журналистка отметила, что, в отличие от Мулан или Капитан Марвел из КВМ, «Катара начинает свой путь с небольшой силой; это делает её персонажа ещё более изящным, поскольку она постепенно становится более опытным магом воды и уверенно заявляет о себе перед лицом препятствий». Ханна Граймс выделяла 10 лучших черт Катары и особо акцентировала внимание на её «материнстве» в команде и помощи людям. Челси Стил подмечал, что героиня «заботливая», «любящая и сострадательная; она ставит потребности других выше своих собственных».
Зак Блюменфелд из журнала Paste поставил девушку на 13 место в топе 20 лучших персонажей из вселенной «Аватара» и написал, что «на первый взгляд Катара выглядит потрясающе… но по сравнению с другими членами команды Аватара она удивительно и удручающе статична на протяжении „Легенды об Аанге“». В СМИ также отмечались цитаты героини. Репортёры из Screen Rant включали в свои статьи фразу Катары из эпизода «Цветная Леди» о том, что «она никогда не отвернётся от людей, которые в ней нуждаются». Льюис Кемнер рассматривал 10 лучших битв Катары и на 1 место поставил её сражение с Азулой в финале мультсериала. Джек Грэм назвал девушку «одним из лучших персонажей в „Аватаре: Легенде об Аанге“» и среди лучших эпизодов с её участием выделил последнюю часть «Кометы Созина», также как Кит Моррис.